# Onthophagus gagatoides
Onthophagus gagatoides är en skalbaggsart som beskrevs av Kabakov 2006. Onthophagus gagatoides ingår i släktet Onthophagus och familjen bladhorningar. Inga underarter finns listade i Catalogue of Life.